# Гревенская митрополия
Гревенска́я митропо́лия (греч. Ιερά Μητρόπολη Γρεβενών) — епархия «Новых Земель» Элладской православной церкви. Как и прочие епархии «Новых Земель» имеет также формальное подчинение Константинопольскому патриархату. Центром епархии является город Гревена в Греции.

## История
Гревена известна с византийского времени. Сведения о существовании епархии появляются с X века, когда она находилась в подчинении Охридской архиепископии. Первый известный по имени епископ Гревены — Иоанн (кон. XI в.) был рукоположен архиеп. Охридским Львом II Мунгом.
С XV века епархия получила статус митрополии и находилась на 7-м месте в перечне митрополий Охридской архиепископии. В XVII веке она стояла на 4-м месте, но не имела в подчинении епископов. Митрополит Гревенский получил титулы «ипертим», а также «экзарх Южной Македонии», которые сохраняются за ним и поныне.
В 1767 году с упразднением Охриской архиепископии Гревенская митрополия была включена в состав Константипольской Патриархии.
Кафедральный собор, сгоревший в 1837 году, был возведён вновь в 1924 году, он посвящён Благовещению Пресвятой Богородицы. Тогда же был построен новый митрополичий дворец.

## Епископы
- Иоанн (Капсохирос) (1108—1120)
- Константин Гревенский (1186—1187 или 1191—1192)
- Неофит I Гревенский (? — 1398)
- Хризостом Гревенский (? — 1422)
- Неофит Влахос (? — 1481)

Митрополиты Константинопольского патриархата
- Анфим (1820 — 3 февраля 1831)
- Герасим (1831 — 1837)
- Иоанникий (1837 — 12 октября 1849)
- Агапий (1849 — 4 августа 1864)
- Геннадий (Папарусис) (22 августа 1864 — 20 марта 1873)
- Кирилл (Эпириотис) (17 апреля 1873 — 12 мая 1888)
- Климент (Фолан) (1888—1896)
- Дорофей (Маммелис) (7 декабря 1896 — 8 сентября 1901)
- Агафангел (Константинидис) (20 октября 1901 — 13 марта 1910)
- Емилиан (Лазаридис) (март 1910 — 30 сентября 1911)
- Эмилиан (Дангулас) (1911—1920 и 1922—1924)
- Николай (Папаниколау) (13 марта 1924 — 15 декабря 1933)
- Гервасий (Сумелидис) (12 февраля 1934 — 16 апреля 1943)
- Феоклит (Сфинас) (13 июня 1943 — 24 сентября 1950)
- Филипп (Цорвас) (30 сентября 1951 — 14 октября 1958)
- Хризостом (Папаигнатиу) (22 мая 1960 — 23 июля 1975)
- Сергий (Сигалас) (13 августа 1976 — 10 июля 2014)
- Давид (Дзюмакас) (с 12 октября 2014)